# 石晶
石晶（1957年2月—），男性，汉族，甘肃庆阳市人。中华人民共和国政治人物。曾任甘肃省政协党组成员、秘书长。第十届全国人大代表、中共十七大代表。

## 生平
石晶早年在家乡的高级中学就读，1974年毕业后，他作為知识青年来到甘肃合水县的西华池公社插队，后在合水县革命委员会、中共合水县委办公室任职。1979年9月，石晶考入甘肅師範大學（亦即西北师范学院，今西北师范大学），在学校政治系主修政治教育专业，1983年毕业后留校任职，历任学校教师、校团委书记、校学生工作处处长。1992年，石晶先后担任中国共产主义青年团甘肃省委员会副书记、书记。
2000年，石氏外放至同省定西地区，担任中共定西地委副书记。2001年6月升任中共定西地委书记:115。在主政定西期间，石晶提出了“顺应天时、遵循自然规律、顺应市场、遵循经济规律、顺应时代、遵循科学规律”的理念，以指导定西的扶贫开发工作，定西地区的经济状况因此得到了一定改善，该地区更于2003年撤地建市。2003年12月16日，石晶在中国共产党定西市第一次代表大会上当选为市委书记，并于同年当选为定西市首届人大常委会主任:121。
2008年1月24日，石晶当选为甘肃省政协秘书长，同年2月，不再兼任中共定西市委书记。2013年1月，石晶连任甘肃省政协秘书长，直到2016年1月卸任。并于同年6月转任甘肃省政协文史资料和学习委员会主任。2018年1月，转任甘肃省政协科教文卫体委员会副主任，后于2019年1月卸任。